# Trenerzy zdobywców Copa Argentina
Trenerzy zdobywców Copa Argentina – zestawienie trenerów, którzy poprowadzili swój klub do zdobycia Copa Argentina.
Pierwszą edycję rozgrywek rozegrano w 1969 roku. Rozgrywki Copa Argentina 1970 nie zostały dokończone. Rozgrywki wznowiono w sezonie 2011/2012.
Pierwszym trenerem, który triumfował w rozgrywkach, był Alfredo Di Stéfano w Copa Argentina 1969 z Boca Juniors. Najbardziej utytułowanym trenerem w historii rozgrywek jest Marcelo Gallardo, który trzykrotnie triumfował w rozgrywkach z River Plate, a także jedynym trenerem, który obronił trofeum. Jedyną osobą, która triumfowała w rozgrywkach zarówno jako zawodnik i jako trener, jest Sebastián Battaglia: w Copa Argentina 2012 jako zawodnik, w Copa Argentina 2020 jako trener, za każdym razem z Boca Juniors.

## Trenerzy

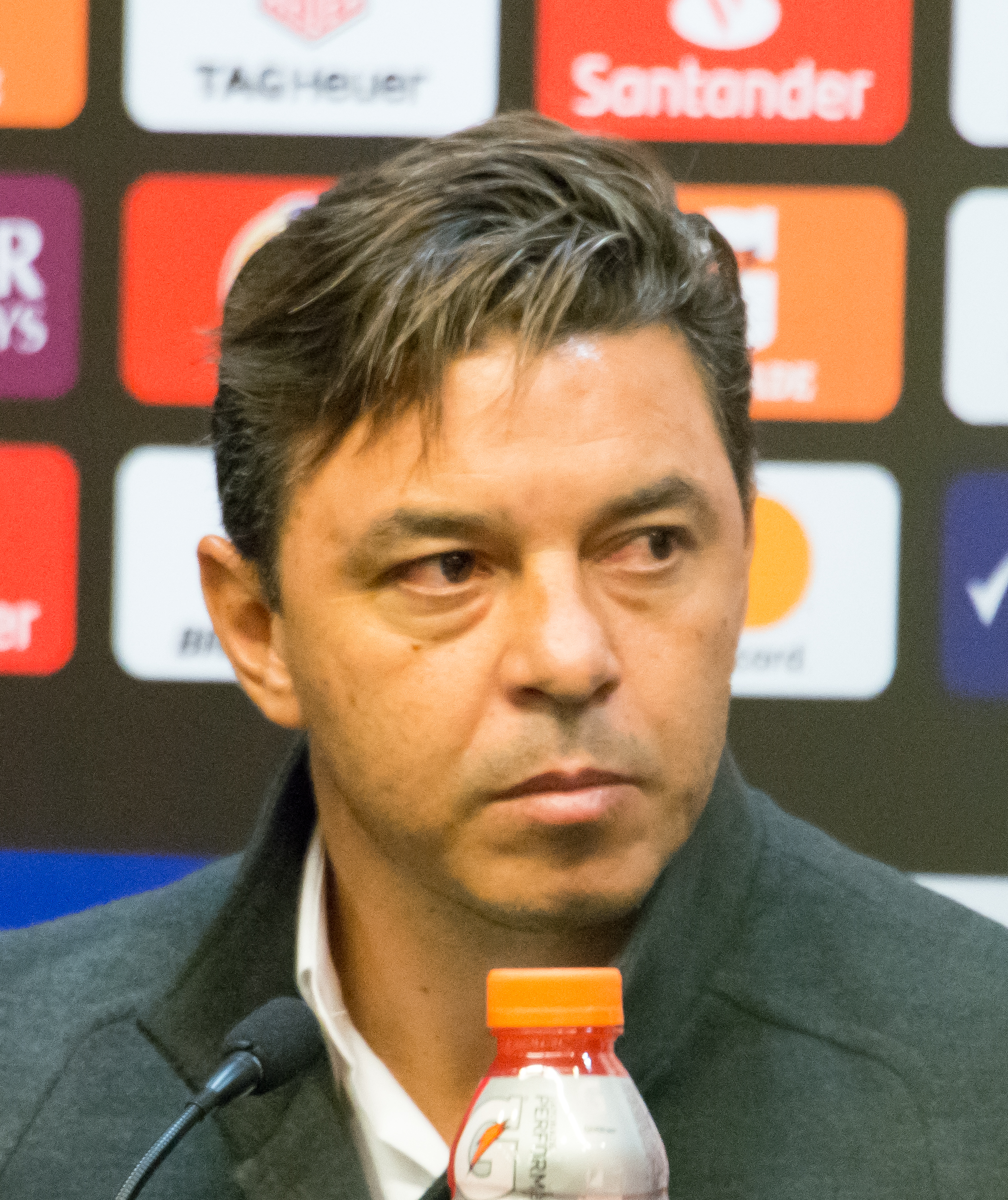
Marcelo Gallardo – trzykrotny triumfator Copa Argentina.

| Rok  | Trener                   | Klub                     | Przypisy                 |
| ---- | ------------------------ | ------------------------ | ------------------------ |
| 1969 | Alfredo Di Stéfano       | Boca Juniors             |                          |
| 1970 | Rozgrywek nie dokończono | Rozgrywek nie dokończono | Rozgrywek nie dokończono |
| 2012 | Julio César Falcioni     | Boca Juniors             |                          |
| 2013 | Gustavo Alfaro           | Arsenal Sarandí          |                          |
| 2014 | Diego Cocca              | Atlético Huracán         |                          |
| 2015 | Rodolfo Arruabarrena     | Boca Juniors             |                          |
| 2016 | Marcelo Gallardo         | River Plate              | [ 1 ]                    |
| 2017 | Marcelo Gallardo         | River Plate              | [ 1 ]                    |
| 2018 | Edgardo Bauza            | Rosario Central          | [ 3 ]                    |
| 2019 | Marcelo Gallardo         | River Plate              | [ 1 ]                    |
| 2020 | Sebastián Battaglia      | Boca Juniors             | [ 4 ]                    |
| 2022 | Facundo Sava             | CA Patronato             | [ 5 ]                    |

## Klasyfikacja wszech czasów

### Indywidualna
| Lp. | Trener               | Liczba tytułów | Lata triumfów    |
| --- | -------------------- | -------------- | ---------------- |
| 1.  | Marcelo Gallardo     | 3              | 2016, 2017, 2019 |
| 2.  | Gustavo Alfaro       | 1              | 2013             |
| 2.  | Rodolfo Arruabarrena | 1              | 2015             |
| 2.  | Sebastián Battaglia  | 1              | 2020             |
| 2.  | Edgardo Bauza        | 1              | 2018             |
| 2.  | Diego Cocca          | 1              | 2014             |
| 2.  | Alfredo Di Stéfano   | 1              | 1969             |
| 2.  | Julio César Falcioni | 1              | 2012             |
| 2.  | Facundo Sava         | 1              | 2022             |

## Rekordy
- Najmłodszy: Rodolfo Arruabarrena (04.11.2015, Rosario Central – Boca Juniors 0:2) – 40 lat i 106 dni
- Najstarszy: Edgardo Bauza (06.12.2018,  Rosario Central – Gimnasia y Esgrima La Plata 1:1 (k. 4:1)) – 60 lat i 314 dni
- Najwięcej triumfów: Marcelo Gallardo (2016, 2017, 2019) – 3 razy
- Najwięcej triumfów z rzędu: Marcelo Gallardo (2016–2017) – 2 razy